# Alvaro-Bucht
Die Alvaro-Bucht (englisch Alvaro Cove, spanisch Caleta Alvaro, in Chile Caleta McIntyre) ist eine Bucht an der Nordküste der Bryde-Insel vor der Danco-Küste des Grahamlands auf der Antarktischen Halbinsel. Ihre Einfahrt liegt zwischen den Landspitzen Punta Primera Junta im Westen und Punta Gutiérrez im Osten.
Teilnehmer der von 1950 bis 1951 dauernden argentinischen Antarktisexpedition benannten sie als Caleta Alvaro nach einem Offizier des Rettungsschiffs dieser Forschungsreise. Namensgeber der chilenischen Benennung ist Ronald McIntyre Mendoza (1927–2015), Kapitän des Schiffs Piloto Pardo bei der 24. Chilenischen Antarktisexpedition (1969–1970).